# Osztrák euróérmék
Ausztriában közvéleménykutatással választották ki azokat a történelmi személyeket, élőlényeket vagy épületeket, amelyek végül felkerültek az osztrák érmék nemzeti oldalára. A beérkezett pályaművek közül Josef Kaiser munkáit találták a legjobbnak.
| Címlet  | Kép | Leírás |
| ------- | --- | --- |
| 2 euró  |     | Bertha von Suttner osztrák emberi jogi és békeaktivista arcképe fejezi ki Ausztria évtizedes törekvését a békére és az emberi méltóság tiszteletben tartására. Az érme peremén nyolcszor az érme értéke (2) olvasható, négyszer fejjel lefelé fordítva. |
| 1 euró  |     | Wolfgang Amadeus Mozart, zeneszerző portréja. Mozart bécsi klasszicizmus alakjaként az osztrák kultúra világszerte ismert arca. Alakja kifejezni hivatott Ausztria és a zeneiség szoros kapcsolatát.                                                    |
| 50 cent |     | A Szecesszió Háza Bécsben. Ábrázolása az újra való törekvést jelképezi. |
| 20 cent |     | A bécsi Belveder palota kapuja. E palotában írta alá a világháborúban győztes négy nagyhatalom 1955-ben az Ausztria szuverenitását helyreállító és semlegességét garantáló Államszerződést.                                                             |
| 10 cent |     | A Bécs központjában álló Stephansdom (Szent István-székesegyház) gótikus tornyai, melyek a mai napig meghatározzák az osztrák főváros látképét. |
| 5 cent  |     | Az alpesi kankalin képe Ausztria környezettudatosságát jelképezi. |
| 2 cent  |     | A havasi gyopár az osztrák környezetvédelem és az Alpok szimbóluma, Ausztria környezettudatosságát jelképezi. |
| 1 cent  |     | A tárnics az Alpok egyik virága, megjelenése a pénzen Ausztria környezettudatosságát jelképezi. |